# La Canourgue
La Canourgue (okcitán nyelven La Canorga) község Franciaország déli részén, Lozère megyében. 2011-ben 2119 lakosa volt. Kantonközpont, a megye 6. legnépesebb települése.

## Fekvése
La Canourgue a Causse de Sauveterre karsztfennsík északi peremén, a Lot völgyében fekszik, 563 méteres (a községterület 521-1008 méteres) tengerszint feletti magasságban, az Urugne partján. Az Urugne vize számos csatornán keresztül hálózza be a várost, melyet ezért a lozère-i Velence néven is emlegetnek.
A megye 2. legnagyobb területű községe, területének legnagyobb része a Causse de Sauveterre-en fekszik. A megyeszékhelytől 39 km-re délnyugatra fekszik. A község területének 13,9%-át borítja erdő (14,53 km²).
Nyugatról La Tieule, Saint-Saturnin, Banassac és Saint-Germain-du-Teil, északról Le Monastier-Pin-Moriès és Les Salelles, északkeletről Chanac, keletről Laval-du-Tarn; délről pedig Saint-Georges-de-Lévéjac és La Malène községekkel határos.
A D33-as megyei út köti össze Banassac-kal (2 km) és a Lot völgyében haladó A75-ös autópályával, N2009-es úttal és a Párizs-Béziers vasútvonallal. A D998-as út köti össze Sainte-Enimie-vel (26 km), a D46-os út pedig Le Massegros-val (20 km). Az A75-ös autópálya (La Méridienne) Montjézieu-nél alagúton halad át.
A korábban önálló Auxillac, La Capelle és Montjézieu falvakon kívül a községhez számos kisebb település tartozik: Les Balmes, Busses, Cadoule, Chardonnet, Corréjac, Les Crouzets, La Lavagne, Maleville, Le Marguefré, Marijoulet, Mas-Crouchou, Le Muscadel, La Roquette, Les Rouges Parets, Trémouli.
A volt La Capelle község területén különösen sok szórványtelepülés található: La Baraque de Lutran, La Beaumette, Brunaves, Catuzières, Le Cayla, Les Cayrelles, Le Domal, L'Esquillou, Fontjulien, Le Maldefred, Le Mas de Gleize, Le Pavillon, Recoulettes, Toutes Aures, La Vialette, Les Vinoux.

## Története
La Canourgue a történelmi Gévaudan tartomány Canilhaci báróságához tartozott (a báróság jelképe látható a jelenlegi községi címer jobb felén). A középkori monostor körül kialakult település a 7. században már létezett, 1058-ban a Saint-Victor-de-Marseille bencés apátság birtokába került. A 12. században már állt Saint-Amans vára, mely Gévaudan vicomte-jainak birtoka volt. 1307-ben már említik La Canourgue vásárait, melyeket azóta is ugyanazon a téren (Le pré commun, hivatalos nevén Place de la Victoire) tartanak. Az apátság a 16. századi vallásháborúk során pusztult el.
Montjézieu és Auxillac községek 1836-ban alakultak meg Salmon község megszűnésével. Salmon a Lot folyó 14. századi hídjának közelében feküdt, 1826-ban elvesztette plébániáját (1363-ban épült temploma sem maradt fenn) és tíz évvel később maga a község is megszűnt. Auxillac a Jarnel patakon fekvő vízimalmairól és egy időben vasbányászatáról volt híres.
1973. január 1-jén a korábban önálló Montjézieu (7,98 km²), Auxillac (14,40 km²) és La Capelle (30,28 km²) községek társult községekként (communes associées) csatlakoztak La Canourgue-hoz, melynek területe ezzel mintegy kétszeresére növekedett (51,63 km²-ről 104,29 km²-re). A három község csatlakozása mintegy 600 fővel növelte La Canourgue népességét.
2001-ben egy elektronikai kábeleket gyártó üzem (Comlink) kezdte meg működését La Canourgue-ban. A lakosságszám 1954-ben érte el a minimumot (1144 fő), de 1982 óta ismét növekszik.

### Demográfia
Az 1968-as és korábbi adatok nem tartalmazzák az 1973-ban La Canourgue-hoz csatolt községek népességét.
| Év   | Lakosság |
| ---- | -------- |
| 1793 | 1900     |
| 1851 | 1856     |
| 1876 | 1839     |
| 1901 | 1640     |
| 1936 | 1235     |

| Év   | Lakosság |
| ---- | -------- |
| 1946 | 1239     |
| 1954 | 1144     |
| 1962 | 1179     |
| 1968 | 1237     |

| Év   | Lakosság |
| ---- | -------- |
| 1975 | 1850     |
| 1982 | 1804     |
| 1990 | 1817     |
| 1999 | 1922     |
| 2010 | 2120     |

## Nevezetességei

### La Canourgue-ban

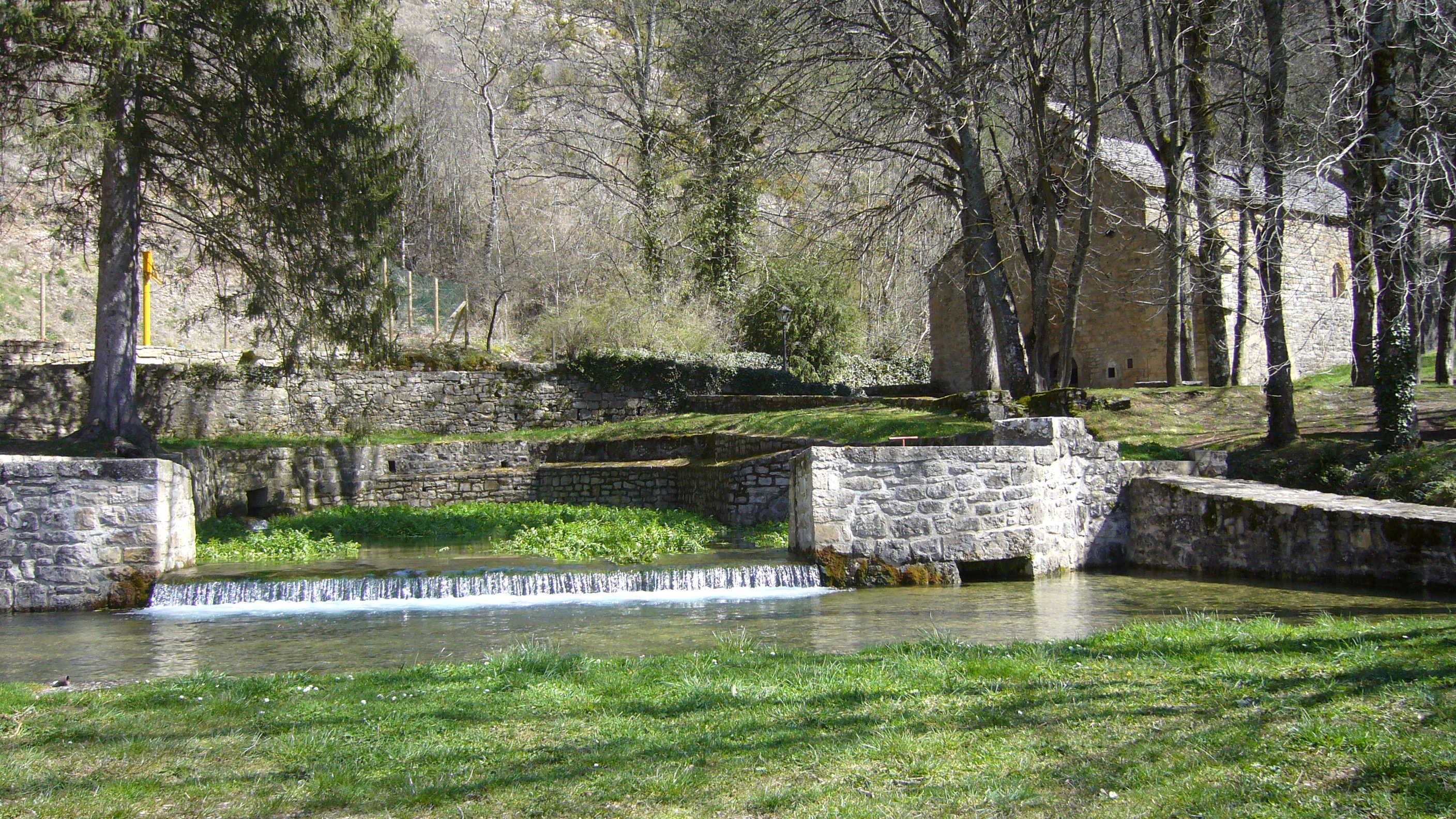
A Saint-Frézal kápolna és forrás

- Szent Mártonnak szentelt egykori apátsági temploma a 12. században épült román stílusban, a 15. (négy kápolna hozzáépítése) és a 17. században (harangtorony építése) is átépítették. 1840-ig temető is volt a templom mellett (Kép).
- Szent Frézal-kápolna - a 828-ban meggyilkolt frank szent, Gévaudan püspöke, Szent Frézal sírja felett áll, a 11. században építették román stílusban, jelenlegi alakját a 17. században nyerte el. A kápolnánál fakadó karsztforrás szintén a szent nevét viseli.
- La Canourgue óvárosában számos értékes műemlék épület található; a legrégebbi lakóház a 15. században épült. A Place du Blén álló favázas épület egyes elemei 14. századiak; a gránitoszlopokon álló gabonacsarnok a 19. század elején épült.[8]
- A 13. századi Saint-Étienne vár egyetlen fennmaradt része a város emblematikus épülete, az egy időben börtöntoronyként használt Tour d’Horloge (óratorony).
- A középkori Saint-Amans vár helyén 1938. szeptember 4-én állították fel Szűz Mária 4 méter magas szobrát (Notre Dame de La Canourgue).[9]
- A Jeanne d’Arc-szökőkút (Place du Portal) a 20. század első negyedében épült.[10]
- 1905-ben épült kis vízierőműve és a hozzá tartozó szeszfőzde (Le Patus), valamint az 1858-ban épült Bonnet-malom (Kép) ipari műemlékek.

### A község területén

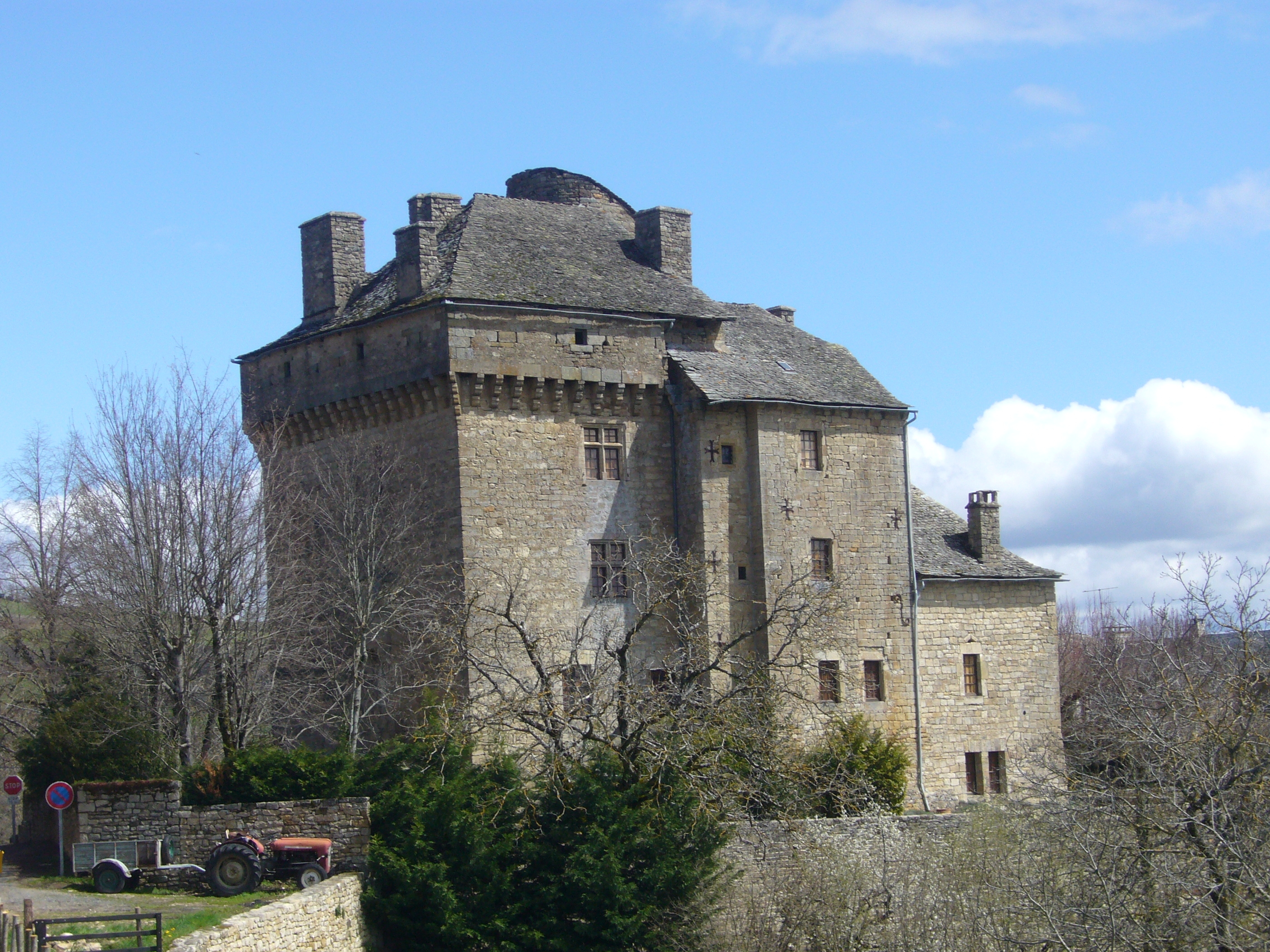
Montjézieu vára

- Montjézieu vára - a Lot völgyében álló vár a 11. században már állt, 1307-ben Castrum de Monte Judeo néven említik; nevét valószínűleg a középkorban itt élt zsidó közösségről kapta. Később a mende-i püspökök tulajdona volt. A 16-17. századi vallásháborúk lezárultával, Languedoc rendjei két ízben is elrendelték lerombolását; 1653-ban és 1656-ban. A várat ennek ellenére nem rombolták le, 1726-ban akkori tulajdonosa, Jean-Georges de Jurquet felújíttatta. A ma is magántulajdonban levő várat 1971-ben nyilvánították műemlékké.
- La Capelle Szent Mártonnak szentelt plébániatemploma román stílusban épült, két kápolnája a 17. és a 18. századból; harangtornya a 19. századból származik (Kép).
- Montjézieu plébániatemploma (Notre-Dame) 1860-ban épült.
- Montjézieu-ben a Saint-Jean-Baptiste-de-Vedel kápolna 1877-ben épült egy 14. századi kápolna helyén (Kép).
- Sabot de Malapeyre dolomit sziklaformáció[11]
- Auxillacban található a megye legnagyobb csigatelepe.[12]
- Auxillac kastélya a 17. században épült (Kép)
- A község területén számos dolmen található: Cailloux (Dolmen de Chardonnet), Conques, Cadoules és Rouges-Parets településeken. Ayguières-nél egy menhir is található.[13]

## Képtár

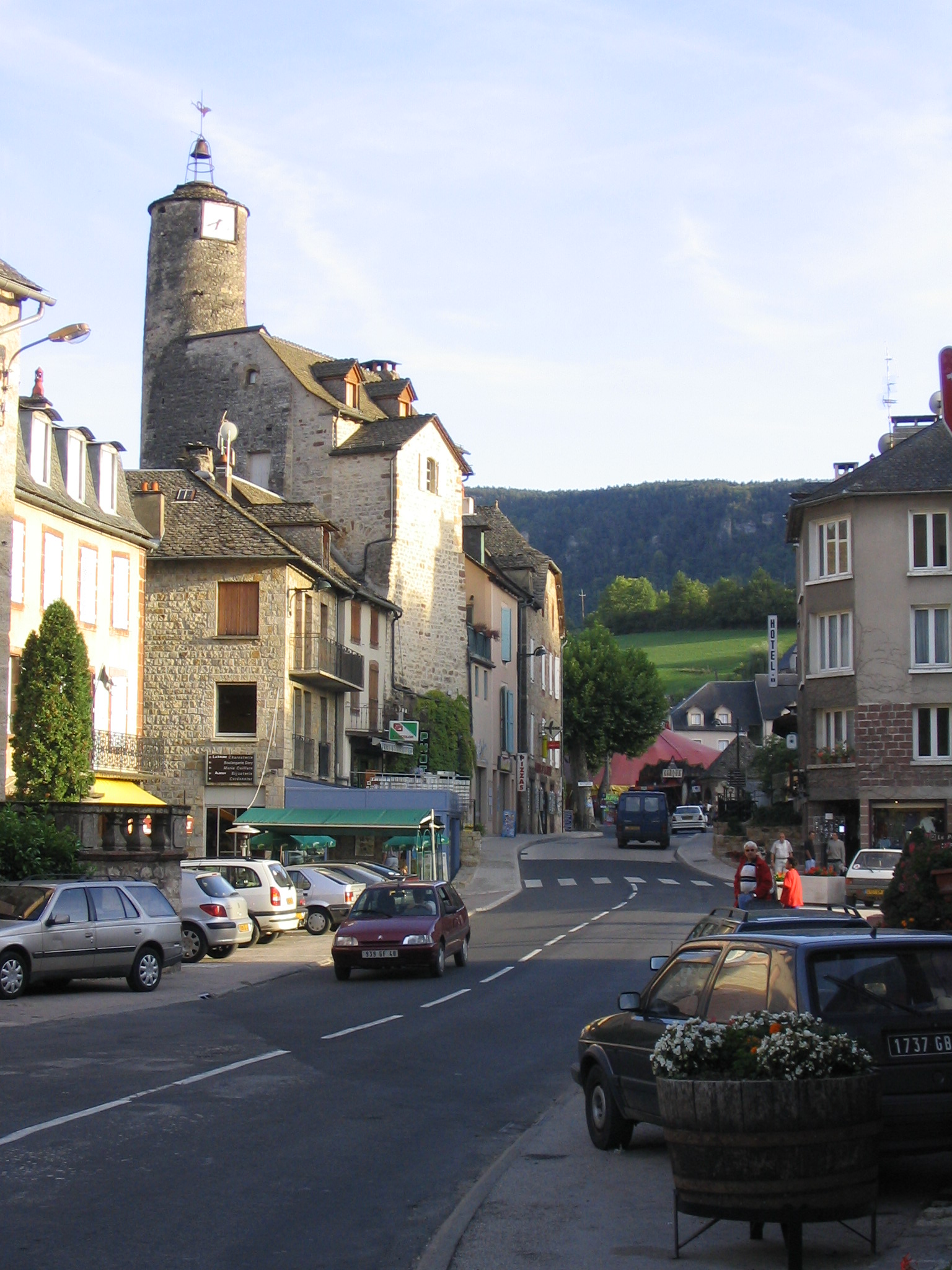
Utcakép
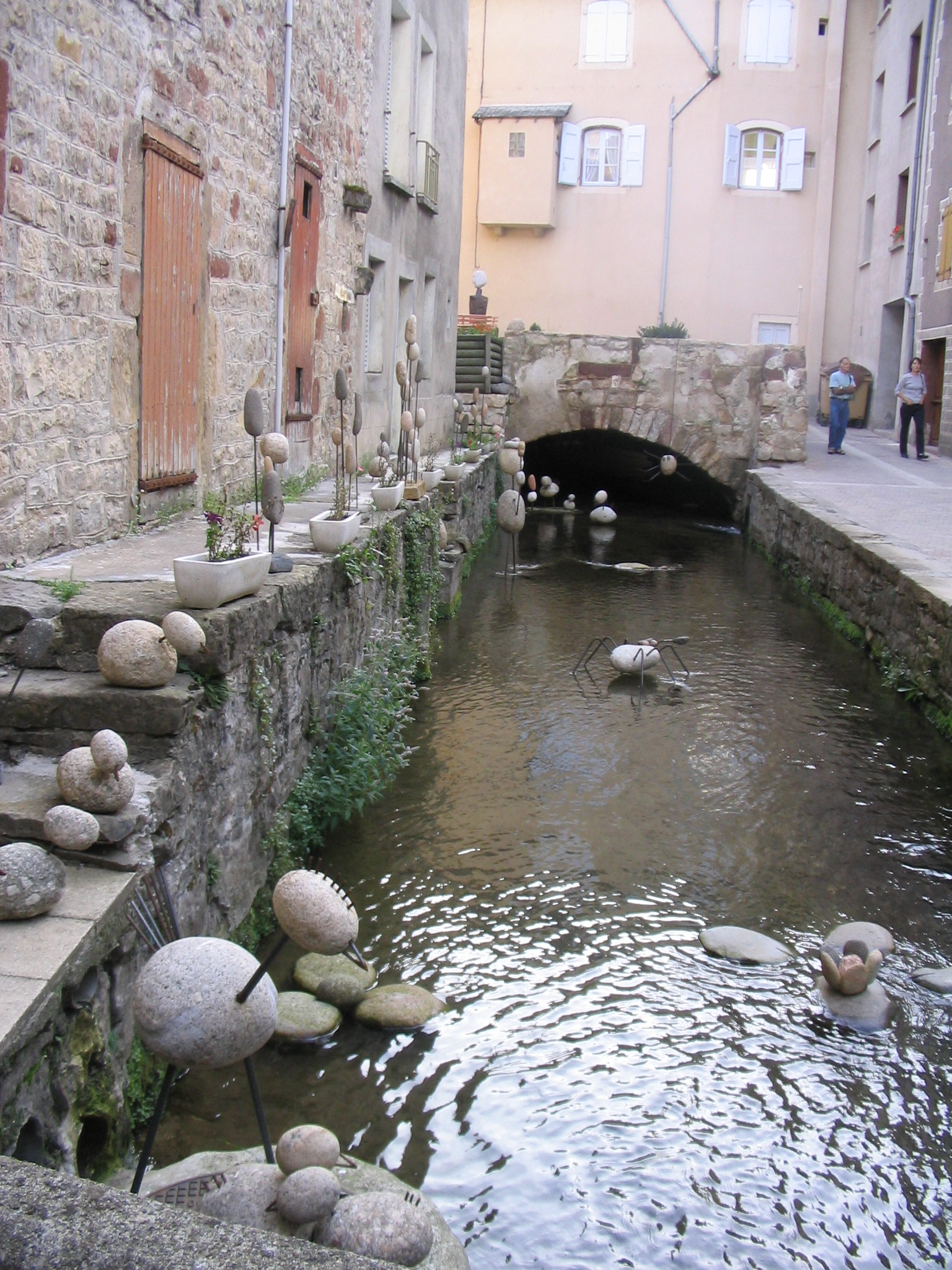
A város csatornáinak egyike
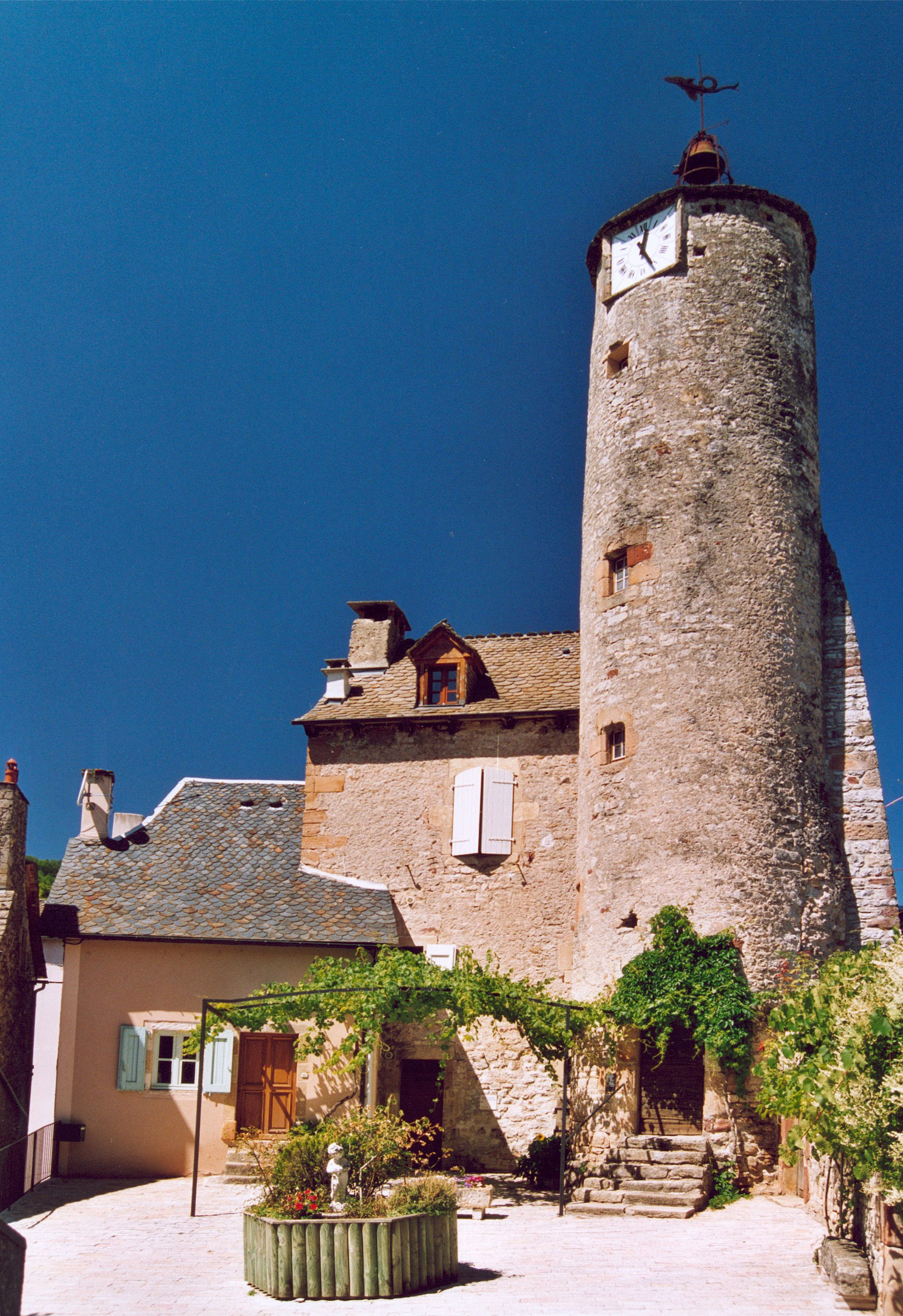
Az óratorony
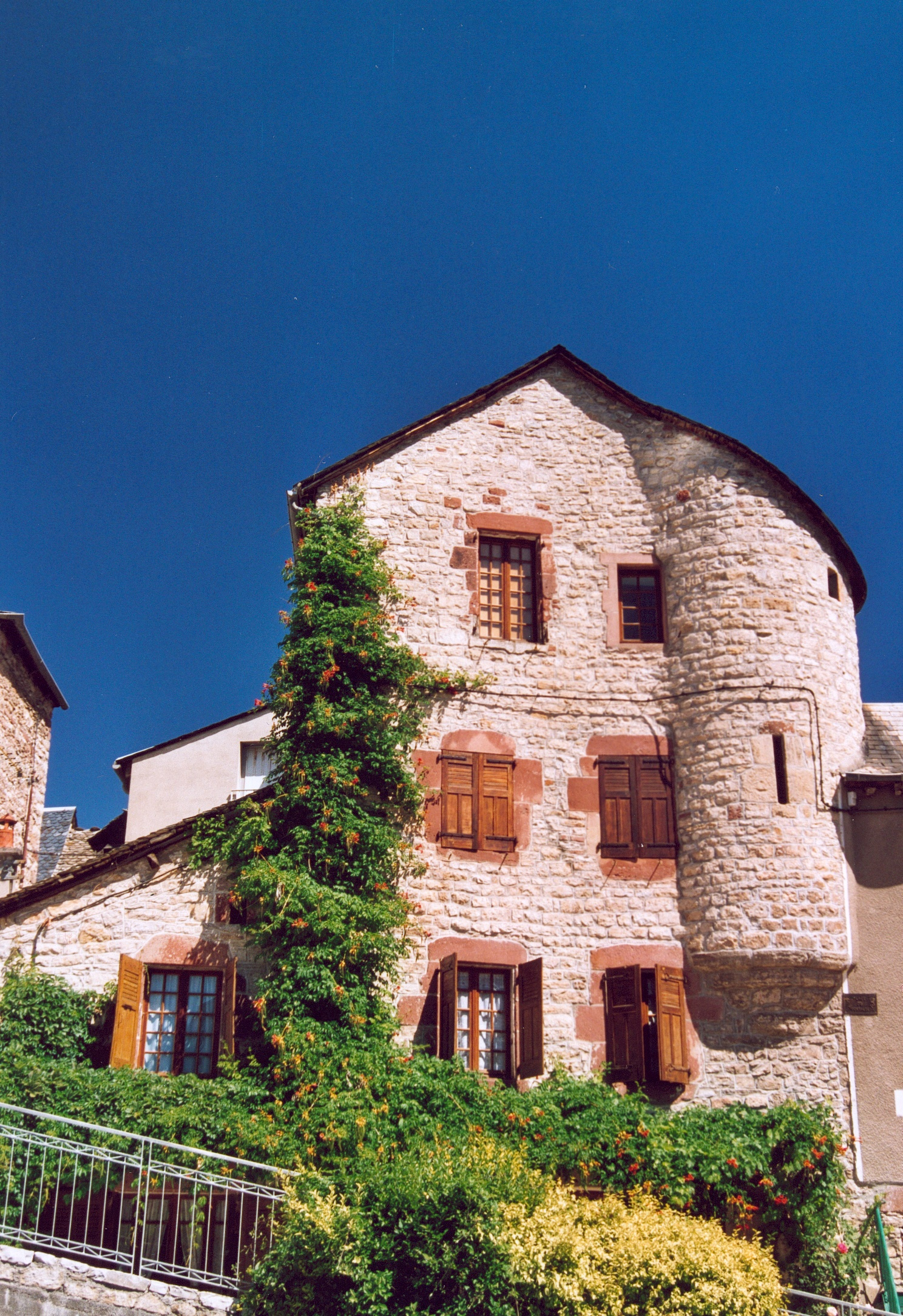
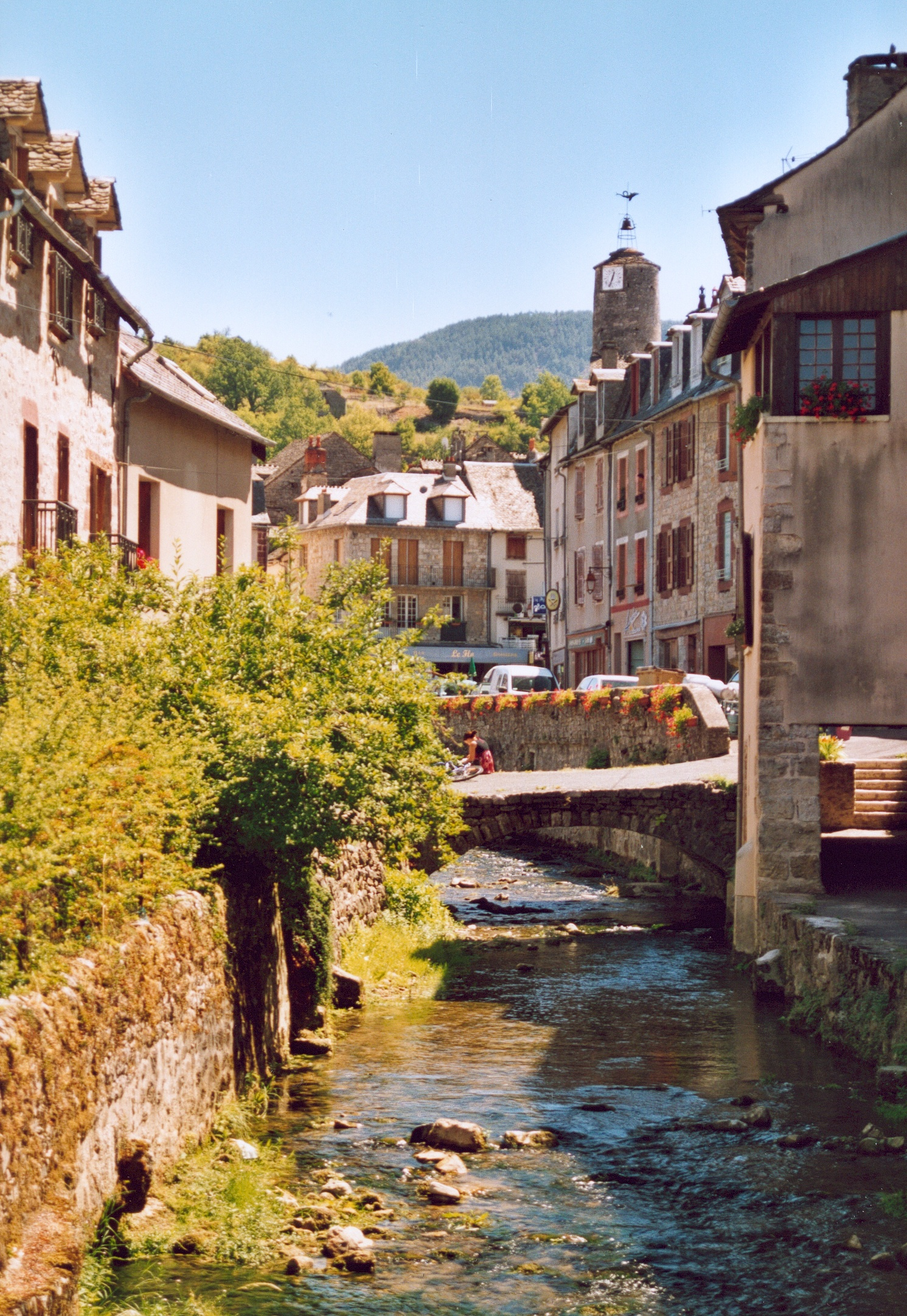
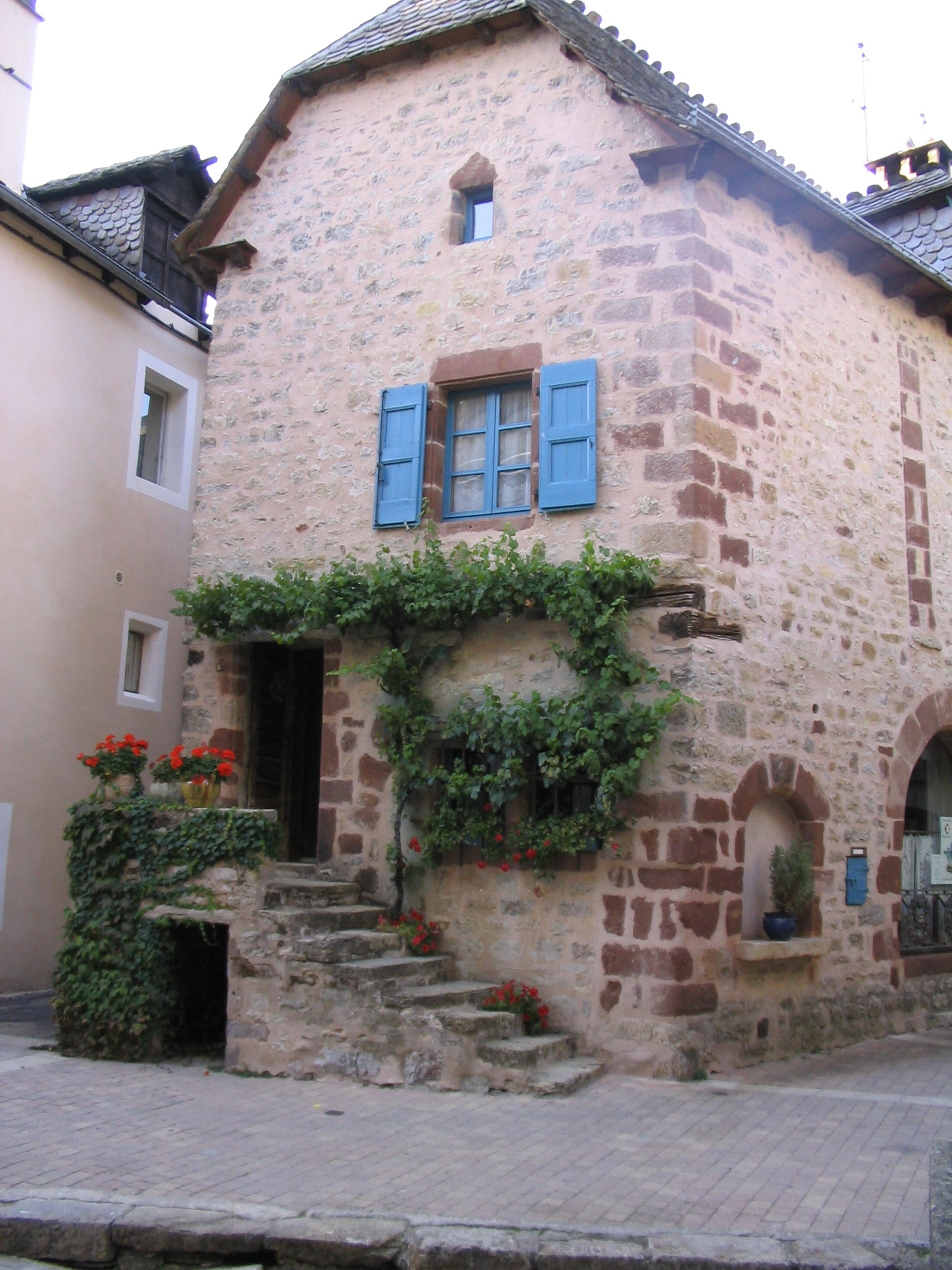

## Testvértelepülés
- Gaiberg, Baden-Württemberg